# Francien Schatborn
Francien Schatborn is een Nederlands altvioliste.

## Loopbaan
Schatborn studeerde aanvankelijk viool bij Coosje Wijzenbeek, Davina van Wely en István Párkányi. Ze stapte definitief over naar de altviool nadat ze in 1993 haar diploma uitvoerend musicus behaald had. Ze ging altviool studeren bij Jürgen Kussmaul aan het Sweelinck Conservatorium in Amsterdam en studeerde cum laude af in 1995. Zij werd toen 1e solo-altist van het Radio Filharmonisch Orkest. Schatborn volgde masterclasses bij onder meer Tabea Zimmermann, Fjodor Drushinin, Kim Kashkashian, Menahem Pressler en István Párkányi. In 1996 was zij deelneemster aan het Ravinia Festival in Chicago, waar ze concerten gaf en lessen volgde van onder meer Tabea Zimmermann, Miriam Fried en Atar Arad.
Schatborn vormt sinds 1990 een vast duo met de pianiste Jeannette Koekkoek, met wie ze speelde in onder andere Nederland, Italië, Frankrijk en de Verenigde Staten. Verder speelt ze in het Nederlands Pianokwartet en in het Reizend Muziekgezelschap o.l.v. Christiaan Bor. Schatborn speelde verder met het Amsterdams Kamermuziekensemble o.l.v. Daniel Rowland, de pianisten Rian de Waal en Derek Han, violist Joseph Silverstein, celliste France Springuel en altviolist Bruno Giurana. 
Schatborn soleerde in onder andere de Suite Hebraïque van Bloch, de Sinfonia Concertante van Mozart, Harold en Italie van Berlioz, Der Schwanendreher van Hindemith en het altvioolconcert van Leo Smit. Ook gaf ze de wereldpremières van concerten van Carlos Micháns en Chris Paul Harman. Ze speelde solo bij onder andere het Radio Kamer Orkest, het Noordhollands Philharmonisch Orkest, Holland Symfonia, het Nederlands Studenten Orkest en het Radio Filharmonisch Orkest (haar eigen orkest), waar ze soleerde in Don Quixote van Richard Strauss met Mischa Maisky op cello.
Schatborn speelt op een altviool van de vioolbouwer Joannes Franciscus Pressenda (Turijn, 1826), in bruikleen van het Nationaal Muziekinstrumenten Fonds.

## CD-opnamen
Met pianiste Jeannette Koekkoek nam Schatborn CD's op met muziek van Nederlandse componisten, onder wie Julius Röntgen, Hendrik Andriessen, Géza Frid en Henriëtte Bosmans. Verder is ze te horen op CD's met de pianokwartetten van Bohuslav Martinů en Antonín Dvořák (met het Nederlands Pianokwartet), en het pianokwintet van Erich Korngold (met het Reizend Muziekgezelschap). 

## Prijzen en onderscheidingen
- 1986: winnares van het Prinses Christina Concours (op viool);
- 1994: Zilveren Vriendenkrans van het Concertgebouw en het Koninklijk Concertgebouworkest (met pianiste Jeannette Koekkoek).